# Thorsten Greiner
Thorsten Greiner (* 11. November 1942 in Posen) ist ein deutscher Romanist.

## Leben
Von 1962 bis 1968 studierte er romanische und klassische Philologie in Freiburg im Breisgau und Grenoble (1. Staatsexamen). Nach dem Referendariat (1969–1970) und dem 2. Staatsexamen war er von 1970 bis 1983 Gymnasiallehrer. Nach der Promotion 1977 war er von 1983 bis 1989 Hochschulassistent am Romanischen Seminar der Universität Freiburg im Breisgau. Von 1990 bis 1993 war er Gymnasiallehrer und Lehrbeauftragter in Freiburg. Nach der Habilitation 1992 in Romanischer Philologie in Freiburg lehrte er von 1993 bis 2008 als Professor für Didaktik der romanischen Sprachen in Würzburg.
Seine Forschungsschwerpunkte sind französische und italienische Literatur, moderne Lyrik und Literaturdidaktik.

## Schriften (Auswahl)
- Die poetische Gleichung. Funktionale Analyse moderner Lyrik am Beispiel von Saint-John Perses „Neiges“. München 1977, ISBN 3-7705-1535-8.
- Ideal und Ironie. Baudelaires Ästhetik der „modernité“ im Wandel vom Vers- zum Prosagedicht. Tübingen 1993, ISBN 3-484-55018-X.
- mit Hermann H. Wetzel (Hg.): Die Erfindung des Unbekannten. Wissen und Imagination bei Rimbaud. L' invention de l'inconnu. Würzburg 2007, ISBN 3-8260-3378-7.